# Tamassogo
Ne doit pas être confondu avec Tamasgo ou Lantaogo-Tamassogo.
Tamassogo est une localité située dans le département de Barsalogho de la province du Sanmatenga dans la région Centre-Nord au Burkina Faso.

## Géographie
Tamassogo se situe sur la rive droite du lac de Basma, à 1,5 km à l'ouest de ce village, à 17 km au sud de Barsalogho, le chef-lieu du département, et à environ 25 km au nord de Kaya.

## Économie
L'économie du village repose essentiellement sur l'agriculture permise par l'irrigation rendue possible par le lac de retenue du barrage de Basma sur son pourtour et dans le bas-fond.

## Éducation et santé
Le centre de soins le plus proche de Tamassogo est le centre de santé et de promotion sociale de (CSPS) de Basma tandis que le centre médical avec antenne chirurgicale (CMA) se trouve à Barsalogho et le centre hospitalier régional (CHR) à Kaya.
Le village possède une école primaire publique.